# Liste der brasilianischen Botschafter in Venezuela
Der brasilianische Botschafter in Venezuela residiert an der Kreuzung der Avenida Mohedano mit der Calle Los Chaguaramos in Caracas.
| Ernannt/Akkreditiert | Name                                         | Bemerkungen                                                                                       | ernannt von                          | akkreditiert bei            | Posten verlassen |
| -------------------- | -------------------------------------------- | ------------------------------------------------------------------------------------------------- | ------------------------------------ | --------------------------- | ---------------- |
| 1911                 | Lucilio Antônio da Cunha Buenos              | Geschäftsträger                                                                                   | Hermes Rodrigues da Fonseca          | Juan Vicente Gómez          | 1913             |
| 1911                 | Cunha Bueno                                  | Geschäftsträger                                                                                   | Hermes Rodrigues da Fonseca          | Juan Vicente Gómez          | 1913             |
| 1913                 | Paulo Coelho de Almeida                      | Geschäftsträger                                                                                   | Hermes Rodrigues da Fonseca          | Juan Vicente Gómez          |                  |
| 29. Dez. 1913        | Dario Galvão                                 | Ministre plénipotentiaire                                                                         | Hermes Rodrigues da Fonseca          | Juan Vicente Gómez          | 10. Aug. 1914    |
| 1914                 | Paulo Coelho de Almeida                      | Geschäftsträger                                                                                   | Venceslau Brás Pereira Gomes         | Victorino Márquez Bustillos |                  |
| 25. Okt. 1914        | Luiz Guimarães Filho                         | Ministre plénipotentiaire                                                                         | Venceslau Brás Pereira Gomes         | Victorino Márquez Bustillos | 18. Aug. 1915    |
| 19. Aug. 1915        | Ohne diplomatische Vertretung                |                                                                                                   | Venceslau Brás Pereira Gomes         | Juan Vicente Gómez          | 25. Apr. 1917    |
| 1917                 | Carlos de Rostaing Lisboa                    | Geschäftsträger                                                                                   | Venceslau Brás Pereira Gomes         | Juan Vicente Gómez          |                  |
| 15. Okt. 1917        | José Francisco de Barros Pimentel            | Ministre plénipotentiaire                                                                         | Venceslau Brás Pereira Gomes         | Juan Vicente Gómez          | 21. Sep. 1921    |
| 1921                 | Djalma Pinto de Ribeiro Lessa                | Geschäftsträger                                                                                   | Epitácio da Silva Pessoa             | Juan Vicente Gómez          | 1922             |
| 17. Feb. 1922        | Alberto Jorge de Ipanema Moreira             | Ministre plénipotentiaire                                                                         | Artur da Silva Bernardes             | Juan Vicente Gómez          | 6. Jan. 1923     |
| 1923                 | Djalma Pinto de Ribeiro Lessa                | Geschäftsträger                                                                                   | Artur da Silva Bernardes             | Juan Vicente Gómez          | 1925             |
| 1926                 | Abelardo Bretanha Bueno do Prado             | Geschäftsträger                                                                                   | Washington Luís Pereira de Sousa     | Juan Vicente Gómez          |                  |
| 19. Sep. 1926        | Carlos de Rostaing Lisboa                    | Ministre plénipotentiaire                                                                         | Washington Luís Pereira de Sousa     | Juan Vicente Gómez          | 30. Sep. 1927    |
| 1927                 | Renato de Lacerda Lago                       | Geschäftsträger                                                                                   | Washington Luís Pereira de Sousa     | Juan Vicente Gómez          | 1929             |
| 1929                 | Manuel Vicente Cantuária                     | Geschäftsträger                                                                                   | Washington Luís Pereira de Sousa     | Juan Bautista Pérez         |                  |
| 13. Juli 1929        | José Francisco de Barros Pimentel            | außerordentlicher Gesandter und Ministre plénipotentiaire                                         | Washington Luís Pereira de Sousa     | Juan Bautista Pérez         | 31. März 1930    |
| 1930                 | Manuel Vincente Cantuária Guímaröes          | Geschäftsträger                                                                                   | Getúlio Dornelles Vargas             | Juan Bautista Pérez         | 1931             |
| 1931                 | Roberto Mendes Goncaives                     | Geschäftsträger                                                                                   | Getúlio Dornelles Vargas             | Juan Vicente Gómez          |                  |
| 2. Juli 1931         | José Joaquim de Lima e Silva Moniz de Aragão | außerordentlicher Gesandter und Ministre plénipotentiaire                                         | Getúlio Dornelles Vargas             | Juan Vicente Gómez          | 4. Juli 1933     |
| 1933                 | Glauco Ferreira de Souza                     | Geschäftsträger                                                                                   | Getúlio Dornelles Vargas             | Juan Vicente Gómez          | 1934             |
| 25. Juni 1934        | Jerónimo de Avelar Figueira de Mello         | außerordentlicher Gesandter und Ministre plénipotentiaire                                         | Getúlio Dornelles Vargas             | Juan Vicente Gómez          | 5. Apr. 1937     |
| 1937                 | Antônio Mendes Vianna                        | Geschäftsträger                                                                                   | Getúlio Dornelles Vargas             | Eleazar López Contreras     |                  |
| 1937                 | Edmundo Machado Júnior                       | Geschäftsträger                                                                                   | Getúlio Dornelles Vargas             | Eleazar López Contreras     | 1938             |
| 20. Feb. 1938        | Carlos Taylor                                | außerordentlicher Gesandter und Ministre plénipotentiaire                                         | Getúlio Dornelles Vargas             | Eleazar López Contreras     | 20. Feb. 1939    |
| 1939                 | Edmundo Machado Júnior                       | Geschäftsträger                                                                                   | Getúlio Dornelles Vargas             | Eleazar López Contreras     |                  |
| 19. Juni 1939        | José Francisco de Barros Pimentel            |                                                                                                   | Getúlio Dornelles Vargas             | Eleazar López Contreras     | 18. Jan. 1941    |
| 18. Jan. 1941        | Joâo Ruy Barbosa                             | Geschäftsträger                                                                                   | Getúlio Dornelles Vargas             | Isaías Medina Angarita      | 6. Juli 1941     |
| 7. Juli 1941         | Francisco Negrão de Lima                     |                                                                                                   | Getúlio Dornelles Vargas             | Isaías Medina Angarita      | 7. Juni 1942     |
| 7. Juni 1941         | João Ruy Barbosa Francisco                   | Geschäftsträger                                                                                   | Getúlio Dornelles Vargas             | Isaías Medina Angarita      | 12. Aug. 1942    |
| 12. Aug. 1942        | Lula Pereira Ferreira de Faro Júnior         |                                                                                                   | Getúlio Dornelles Vargas             | Isaías Medina Angarita      | 17. Feb. 1945    |
| 17. Feb. 1945        | Mario Savard de Saint Brisson Marques        |                                                                                                   | José Linhares                        | Rómulo Betancourt           | 15. Aug. 1945    |
| 15. Aug. 1945        | Luís de Sousa Bandeira                       | Geschäftsträger                                                                                   | José Linhares                        | Rómulo Betancourt           | 2. Nov. 1945     |
| 18. Feb. 1945        | Mário Savard de Saint Brisson Marques        |                                                                                                   | José Linhares                        | Rómulo Betancourt           | 23. Feb. 1950    |
| 1950                 | Rubens de Araújo                             | Geschäftsträger                                                                                   | Eurico Gaspar Dutra                  | Germán Suárez Flamerich     |                  |
| 4. Juni 1950         | Paulo Coelho de Almeida                      |                                                                                                   | Eurico Gaspar Dutra                  | Germán Suárez Flamerich     | 23. Aug. 1950    |
| 1950                 | Rubens de Araújo                             | Geschäftsträger                                                                                   | Eurico Gaspar Dutra                  | Germán Suárez Flamerich     |                  |
| 19. Dez. 1950        | Fernando Lobo                                |                                                                                                   | Eurico Gaspar Dutra                  | Germán Suárez Flamerich     | 28. Mai 1963     |
| 1953                 | Arnaldo Vasconcellos                         | Geschäftsträger                                                                                   | Getúlio Dornelles Vargas             | Marcos Pérez Jiménez        |                  |
| 6. Aug. 1953         | Joaquim de Souza Leão Filho                  |                                                                                                   | Getúlio Dornelles Vargas             | Marcos Pérez Jiménez        | 8. Mai 1958      |
| 1956                 | Marcello Raffaelli                           | Geschäftsträger                                                                                   | Juscelino Kubitschek                 | Marcos Pérez Jiménez        |                  |
| 27. Mai 1958         | Oscar Pires do Rio                           |                                                                                                   | Juscelino Kubitschek                 | Wolfgang Larrazábal         | 15. Jan. 1961    |
| 1961                 | Arthur Pimenta Valente                       | Geschäftsträger                                                                                   | Jânio Quadros                        | Rómulo Betancourt           |                  |
| 11. Okt. 1961        | Antônio Corrêa do Lago                       |                                                                                                   | Jânio Quadros                        | Rómulo Betancourt           | 22. Apr. 1964    |
| 1964                 | Alberto Vasconçellos da Costa e Silva        | mit dem Konsulardienst beauftragt                                                                 | Pascoal Ranieri Mazzilli             | Rómulo Betancourt           | 1967             |
| 1967                 | Alberto Vasconcellos da Costa e Silva        | Geschäftsträger                                                                                   | Artur da Costa e Silva               | Rómulo Betancourt           |                  |
| 11. Juli 1967        | Aguinaldo Boulitreau Fragoso                 |                                                                                                   | Artur da Costa e Silva               | Rómulo Betancourt           | 2. Dez. 1969     |
| 1969                 | Luiz Cláudio Pereira Cardoso                 | Geschäftsträger                                                                                   | Aurélio de Lira Tavares              | Rafael Caldera              | 1970             |
| 27. Feb. 1970        | Carlos Sylvestre de Ouro Preto               |                                                                                                   | Aurélio de Lira Tavares              | Rafael Caldera              | 11. Juni 1972    |
| 1972                 | Paulo Dias Pereira                           | Geschäftsträger                                                                                   | Aurélio de Lira Tavares              | Rafael Caldera              |                  |
| 25. Juli 1972        | Lucillo Haddock Lobo                         |                                                                                                   | Aurélio de Lira Tavares              | Rafael Caldera              | 20. Apr. 1973    |
| 1. Jan. 1975         | Nestor Luiz dos Santos Lima                  | Geschäftsträger                                                                                   | Ernesto Geisel                       | Carlos Andrés Pérez         | 23. Jan. 1975    |
| 24. Jan. 1975        | Lucillo Haddock Lobo                         |                                                                                                   | Ernesto Geisel                       | Carlos Andrés Pérez         | 14. Apr. 1975    |
| 15. Apr. 1975        | Luiz Villarinho Pedrosa                      | Geschäftsträger                                                                                   | Ernesto Geisel                       | Carlos Andrés Pérez         | 18. Apr. 1975    |
| 19. Apr. 1975        | Lucillo Haddock Lobo                         |                                                                                                   | Ernesto Geisel                       | Carlos Andrés Pérez         | 26. Nov. 1975    |
| 27. Nov. 1975        | Nestor Luiz dos Santos Lima                  | Geschäftsträger                                                                                   | Ernesto Geisel                       | Carlos Andrés Pérez         | 26. Dez. 1975    |
| 27. Dez. 1975        | Lucillo Haddock Lobo                         |                                                                                                   | Ernesto Geisel                       | Carlos Andrés Pérez         | 31. Dez. 1975    |
| 1983                 | David Silveira da Mota Jr.                   |                                                                                                   | João Baptista de Oliveira Figueiredo | Luís Herrera Campíns        |                  |
| 1983                 | Affonso Arinos de Mello Franco               |                                                                                                   | João Baptista de Oliveira Figueiredo | Luís Herrera Campíns        | 1985             |
| 30. Juni 1988        | Renato Prado Guimarães                       |                                                                                                   | José Sarney                          | Jaime Lusinchi              | 1993             |
| 1993                 | Clodoaldo Hugueney Filho                     |                                                                                                   | Itamar Franco                        | Ramón José Velásquez        | 1999             |
| 23. Juni 1999        | José Roberto de Almeida Pinto                |                                                                                                   | Fernando Henrique Cardoso            | Hugo Chávez                 |                  |
| Juli 2012            | José Antonio Marcondes de Carvalho           |                                                                                                   | Dilma Rousseff                       | Hugo Chávez                 |                  |
| 5. Nov. 2013         | Ruy Carlos Pereira                           | (* 5. Februar 1954 in Blumenau) Am 23. Dezember 2017 wurde Pereira zur persona non grata erklärt. | Dilma Rousseff                       | Nicolás Maduro              |                  |